# Navīdeh
Navīdeh (persiska: نویده) är en ort i Iran.   Den ligger i provinsen Gilan, i den nordvästra delen av landet, 230 km nordväst om huvudstaden Teheran. Navīdeh ligger 1 meter över havet och antalet invånare är 981.
Terrängen runt Navīdeh är platt.Runt Navīdeh är det tätbefolkat, med 636 invånare per kvadratkilometer. Närmaste större samhälle är Rasht, 13,0 km väster om Navīdeh. Trakten runt Navīdeh består till största delen av jordbruksmark.